# Casa familiei Mehmandarov
Casa familiei Mehmandarov este un complex rezidențial istoric de tip palat situat în Shusha. Este unul dintre cele mai interesante exemple de arhitectură civilă din secolul al XVIII-lea a Azerbaidjanului rezidențial, care a aparținut cândva familiei Mehmandarov. Include o clădire rezidențială mare, o clădire rezidențială mică și o moschee de familie. Complexul era împrejmuit cu ziduri de piatră. În perioada sovietică, spitalul orașului Shusha era situat într-o clădire rezidențială mare. În clădirea rezidențială mică a fost amplasat Muzeul de Istorie Shusha. După ce a intrat sub controlul forțelor armene, clădirea mare a fost complet distrusă. În anii de ocupație, clădirea mică a complexului rezidențial a fost folosită de armeni precum Muzeu de istorie Shusha. Moscheea din zona complexului a servit și ca moschee de cartier. După ocuparea zonei Shusha, moscheea a fost folosită și de ocupanți ca Muzeu de Geologie. După stabilirea controlului asupra orașului de către forțele armate azere în 2020, complexul este în curs de lucrări de reparații și restaurare.

## Caracteristici arhitecturale
Casa are o formă pătrată în plan. Trei dintre cele patru camere de la etajul al doilea se deschid spre veranda laterală a casei, iar o cameră mare servește drept sală de oaspeți, are vedere la fațada principală. 
O astfel de soluție a fațadei, în ciuda lipsei de simetrie, creează impresia de armonie și echilibru a părților arhitecturale ale casei.O scară și o verandă din lemn pe fațada laterală a clădirii nu complică aspectul general al acesteia. Sala de oaspeți este bine luminata și bogat decorată, cu ferestre largi ce ocupă un loc aparte în arhitectura clădirii.

## Picturi murale
Interioarele clădirii rezidențiale mari și ale moscheii familiei au fost pictate de Usta Gambar Karabagi care amintesc de picturile murale din palatul Hanilor Sheki. În perioada sovietică, Muzeul de Istorie Shusha a fost amplasat în clădirea mică rezidențială. 
În timp ce picta panourile camerei mici din casa familiei Mehmandarov, Usta Gambar a folosit un motiv specific lui ce nu a mai fost repetat. În această imagine, care se bazează pe principiul unui desen distanțier (model repetat), nu se arată împărțirea panourilor în coloane și sectoare tradiționale. Această compoziție bogată înfățișează diferite păsări așezate pe ramurile plantelor. Compoziția amintește de picturile din sălile de la etajul doi ale palatului Hanilor Sheki. Aceste tablouri pe panouri, create folosind culori deschise, s-au deteriorat de-a lungul timpului datorită amplasării lor în partea de jos a peretelui (comparativ cu alte picturi murale din aceeași cameră).
Desenele de nișă dreptunghiulare ale camerelor prezintă desene de complot, care amintesc de decorul casei Hanilor Sheki. Frizele, ca și în palatul Hanilor Sheki, au modele florale stilizate în ceea ce privește compoziția și culoarea. Istoricul de artă N.M. Miklashevskaya, care a studiat picturile murale ale casei, spune: „Deși imaginile frizei au fost create sub îndrumarea lui Usta Gambar atât în palatul Hanilor Sheki, cât și în casa familiei Mehmandarov, picturile casei lui Mehmandarov au ieșit mai bine. S-au armonizat mai mult cu imaginile generale ale camerei.”Principalele ramuri de argint din friza palatului lui Hanilor Sheki sunt acoperite cu flori, o interpretare realistă; aici a fost folosită o cantitate mare de argint, în timp ce culorile sunt mai deschise. În casa familiei Mehmandarov, modelele sunt date într-un ton întunecat. Modelele din friză se repetă și pe timpanele panoului.
De-a lungul tavanului in sala de paradă din casei familiei Mehmandarov, în partea unde sunt de obicei amplasate stalactitele se află o nișă decorată cu o friză interesantă. Friza este decorată cu o compoziție de flori și păsări sub forma unui medalion mare.
Plafonul casei lui Mehmandarov din punctul de vedere al compoziției generale seamănă cu plafoanele palatului Hanilor Sheki și casa familiei Hanilor Sheki, cu toate acestea, modelele sale în culorile și compoziția lor sunt mai apropiate de motivele țesăturii covoarelor. Este posibil să vedem analogia acestei compoziții în covoarele cu medalionul central și modelele de colț bogat decorate caracteristice școlii de țesut covoare din Karabakh.

## Galerie foto

Fragmente de picturi pe interiorul casei (lucrare de Ganbar Garabaghi):
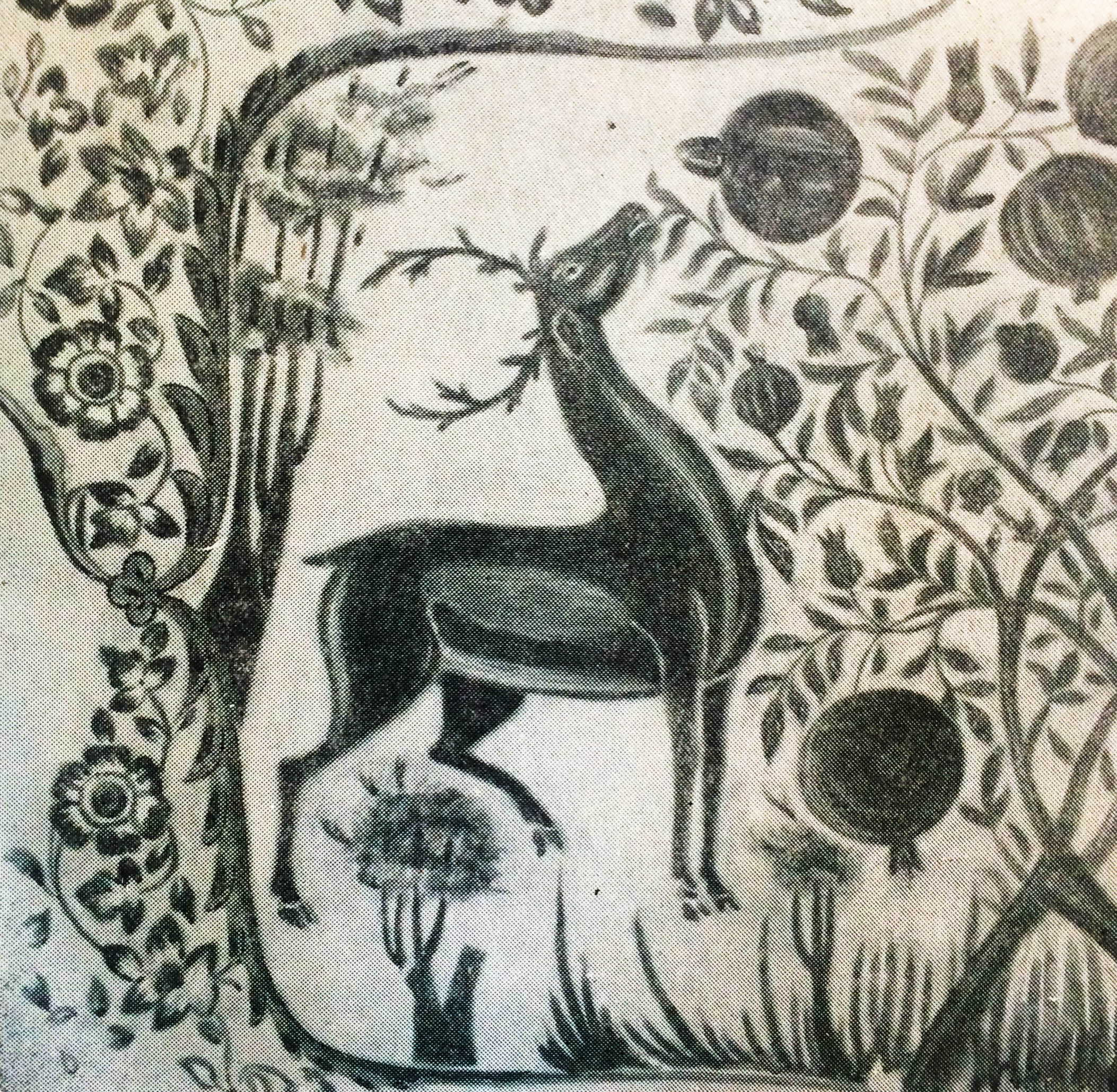
Cerb și copac de rodie
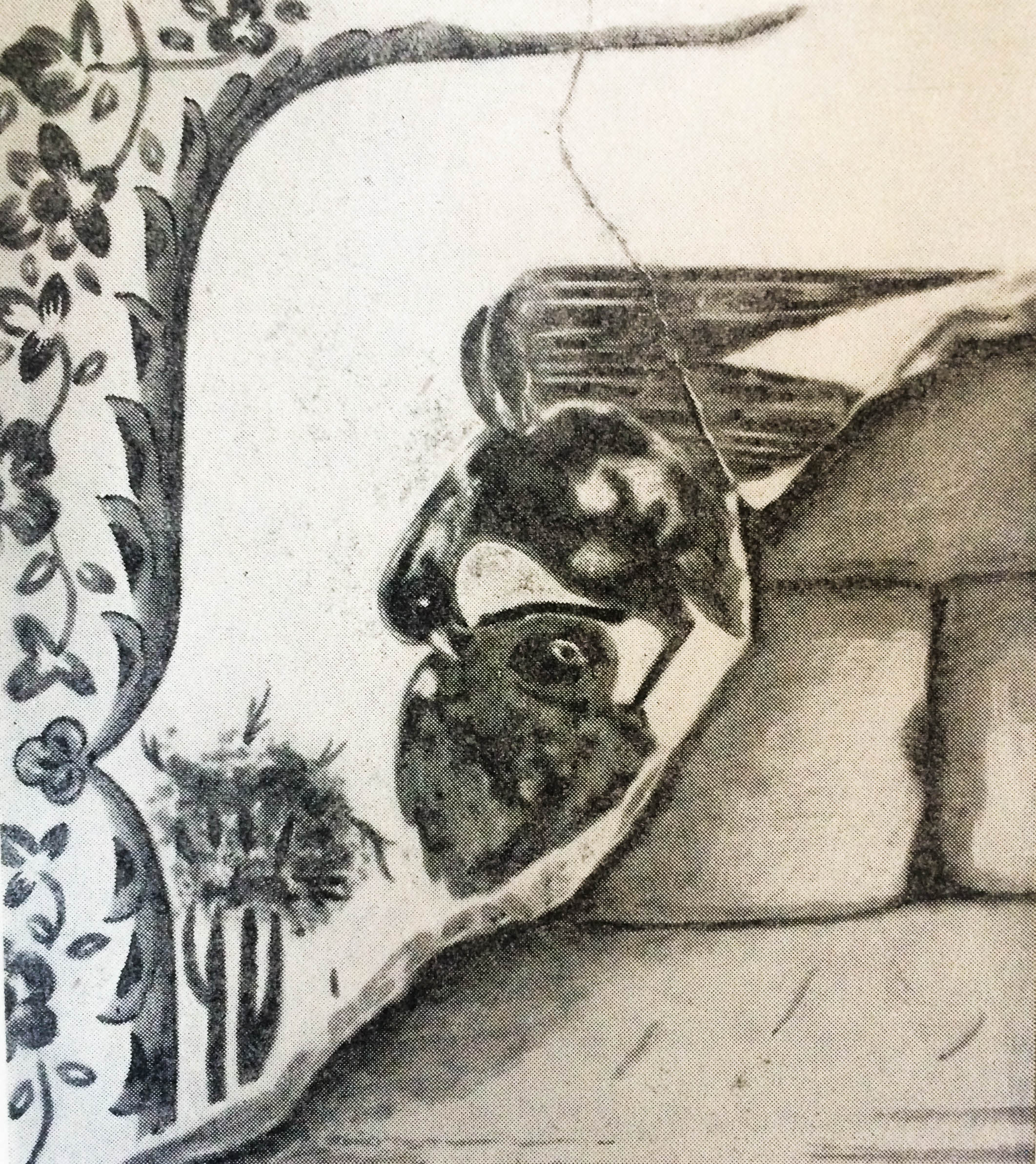
Vultur și fazan
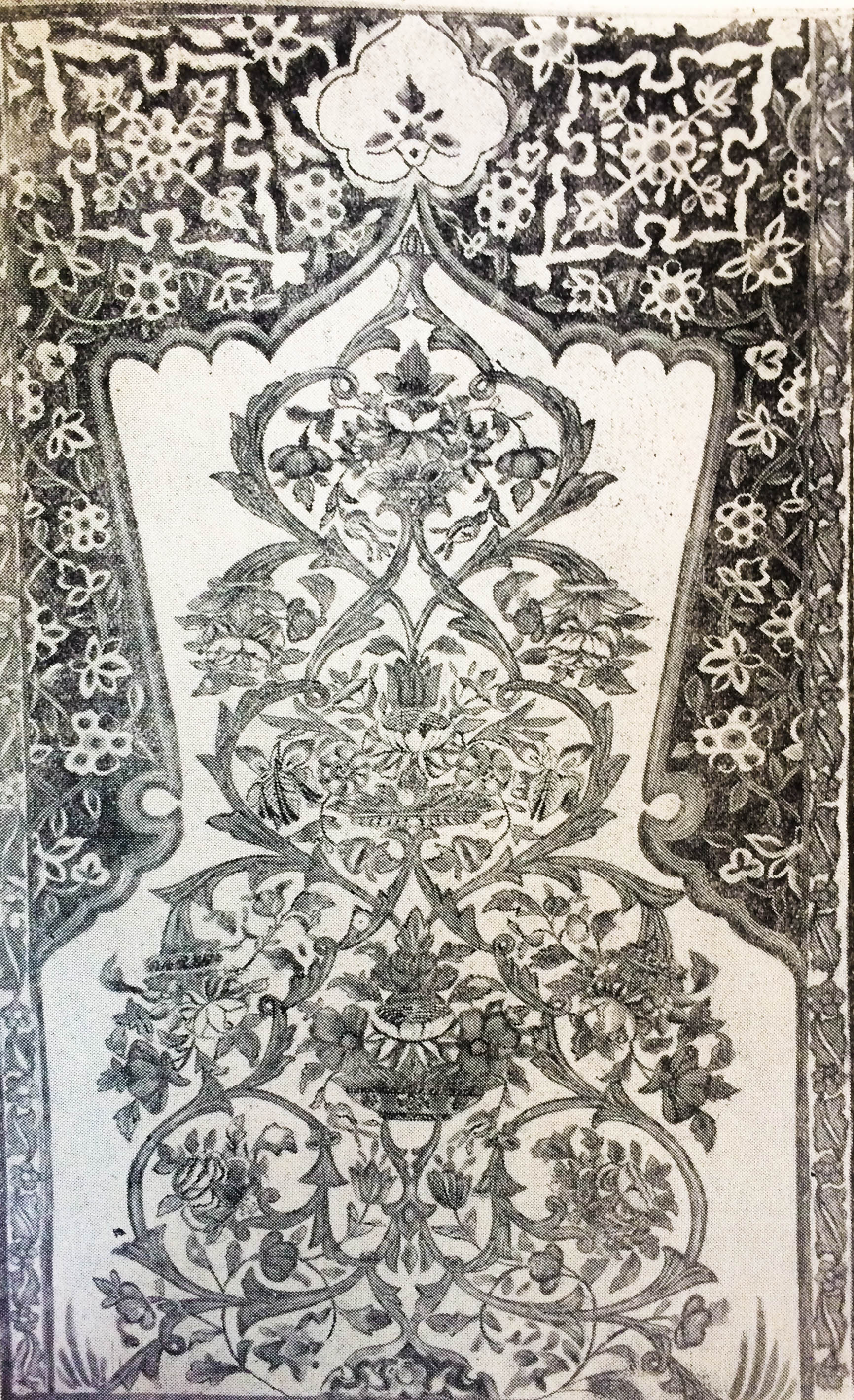
Panou stilizat sub forma unui buchet

Fragmente de picturi pe plafon pe interiorul casei (lucrare de Ganbar Garabagi):
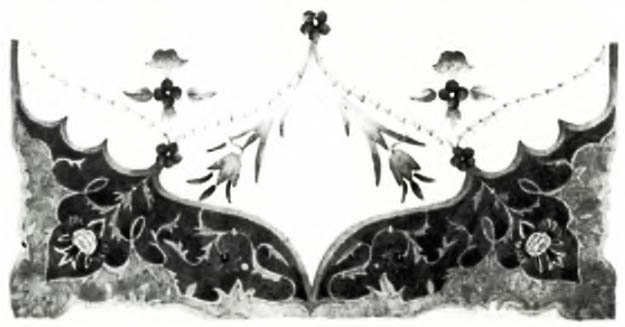
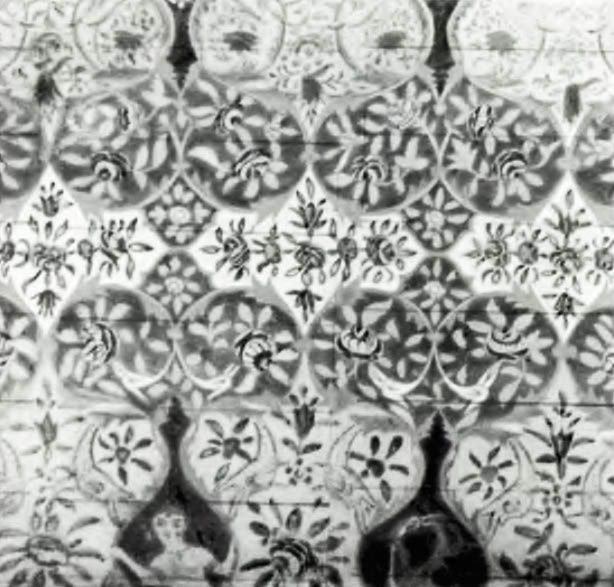
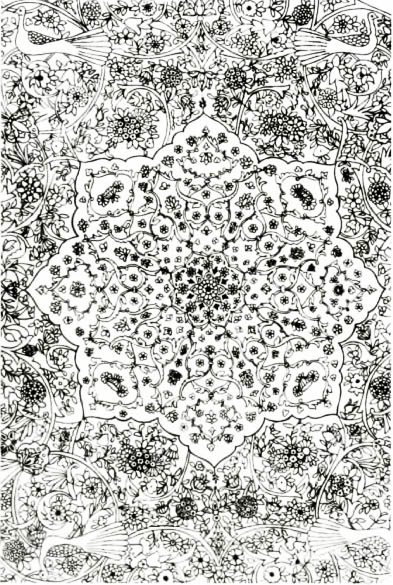
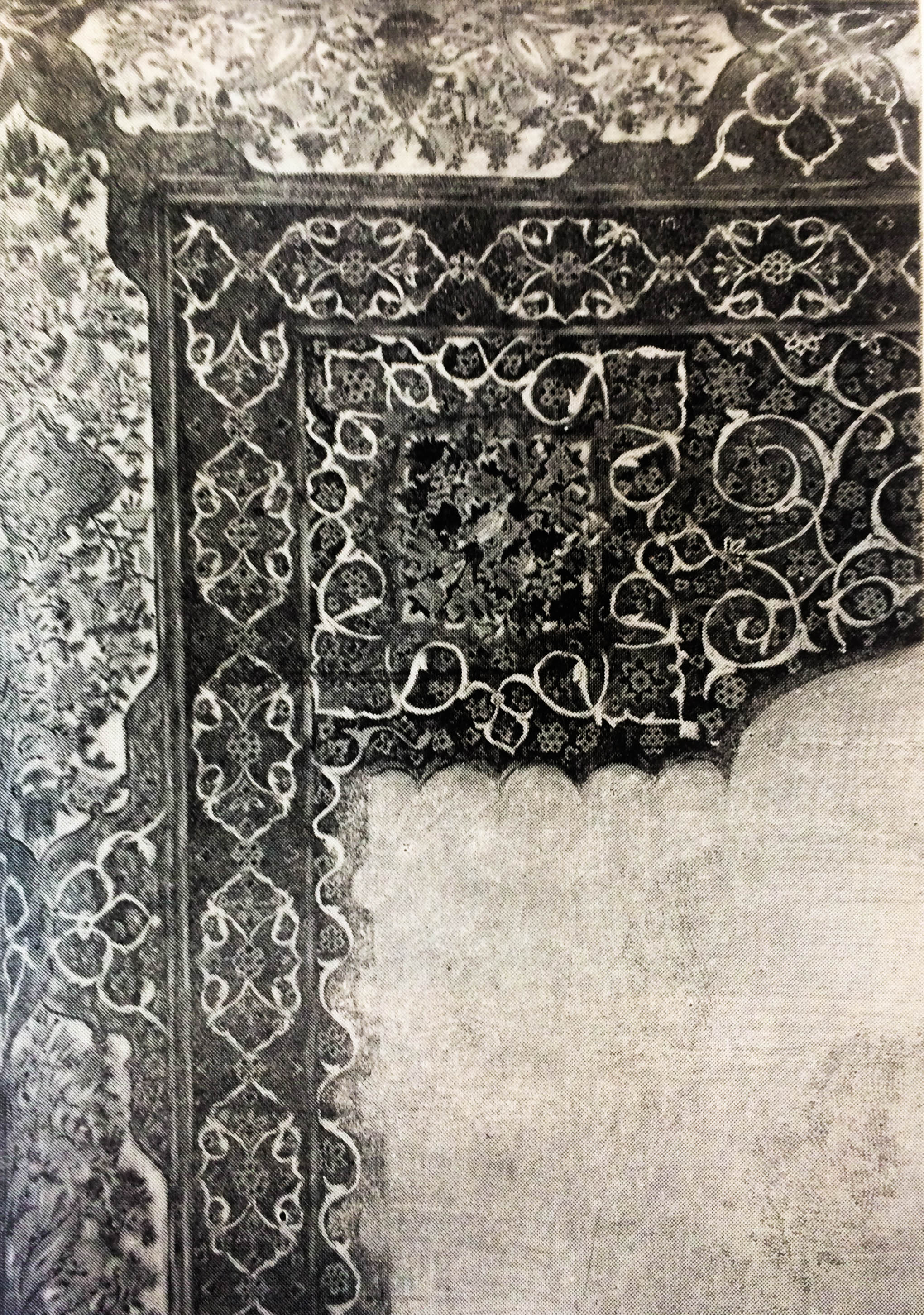